# Чемпионат СССР по классической борьбе 1982
51-й Чемпионат СССР по классической борьбе проходил в Запорожье во Дворце спорта «Юность» с 1 по 5 февраля 1982 года. В соревнованиях участвовали 256 борцов. Главный судья — Юрий Алексеенко (Москва).

## Медалисты
| Категория           | Золото                                          | Серебро                                      | Бронза                                         |
| ------------------- | ----------------------------------------------- | -------------------------------------------- | ---------------------------------------------- |
| Наилегчайший вес    | Темо Казарашвили «Трудовые резервы» (Рустави)   | Василий Аникин Вооружённые Силы (Фергана)    | Анатолий Бозин «Урожай» (Казань)               |
| Легчайший вес       | Бенур Пашаян «Динамо» (Ереван)                  | Сергей Дюдяев «Труд» (Новочеркасск)          | Хачик Оганесян «Буревестник» (Ереван)          |
| Полулёгкий вес      | Василий Фомин «Трудовые резервы» (Киров)        | А. Алиев «Динамо» (Баку)                     | Манвел Саградян «Трудовые резервы» (Ленинакан) |
| Лёгкий вес          | Рафаил Насибулов «Динамо» (Саранск)             | Сергей Авдеев «Спартак» (Хабаровск)          | Михаил Черняховский Вооружённые Силы (Житомир) |
| 1-й полусредний вес | Геннадий Ермилов Вооружённые Силы (Запорожье)   | Манвел Апикян «Трудовые резервы» (Ленинакан) | Сергей Андреев «Динамо» (Симферополь)          |
| 2-й полусредний вес | Александр Кудрявцев «Зенит» (Москва)            | Владимир Галкин «Динамо» (Киров)             | Александр Козовский «Спартак» (Гомель)         |
| 1-й средний вес     | Аслан Жанимов Вооружённые Силы (Ростов-на-Дону) | Геннадий Корбан Вооружённые Силы (Москва)    | Теймураз Апхазава «Динамо» (Кутаиси)           |
| 2-й средний вес     | Игорь Каныгин «Динамо» (Витебск)                | Валерий Долгих «Динамо» (Киров)              | Валентин Чебруков Вооружённые Силы (Куйбышев)  |
| Полутяжёлый вес     | Михаил Саладзе «Динамо» (Тбилиси)               | Айрапет Минасян «Динамо» (Ереван)            | Анатолий Санюк Вооружённые Силы (Минск)        |
| Тяжёлый вес         | Евгений Артюхин Вооружённые Силы (Москва)       | Александр Гладков «Трудовые резервы» (Уфа)   | Автандил Майсурадзе Вооружённые Силы (Тбилиси) |

## Итоговое положение
Наилегчайший вес (до 48 кг)
|   | Темо Казарашвили    | «Трудовые резервы» (Рустави)      |
|   | Василий Аникин      | Вооружённые Силы (Фергана)        |
|   | Анатолий Бозин      | «Урожай» (Казань)                 |
| 4 | Николай Федяков     | «Трудовые резервы» (Киров)        |
| 5 | Владимир Хатунов    | Вооружённые Силы (Ростов-на-Дону) |
| 6 | Рим Кунакбаев       | «Труд» (Салават)                  |
| ? | Александр Гурьянов  | Куйбышев                          |
| ? | Жаксылык Ушкемпиров | «Кайрат» (Алма-Ата)               |

Легчайший вес (до 52 кг)
|   | Бенур Пашаян   | «Динамо» (Ереван)        |
|   | Сергей Дюдяев  | «Труд» (Новочеркасск)    |
|   | Хачик Оганесян | «Буревестник» (Ереван)   |
| 4 | С. Новиков     | «Спартак» (Новороссийск) |
| 5 | Павел Чижаев   | Вооружённые Силы (Киев)  |
| 6 | А. Агаджанян   | «Труд» (Москва)          |

Полулёгкий вес (до 57 кг)
|   | Василий Фомин       | «Трудовые резервы» (Киров)     |
|   | А. Алиев            | «Динамо» (Баку)                |
|   | Манвел Саградян     | «Трудовые резервы» (Ленинакан) |
| 4 | Иван Кукушкин       | Вооружённые Силы (Киев)        |
| 5 | Камиль Фаткулин     | «Буревестник» (Ташкент)        |
| 6 | Рустем Арсланов     | Вооружённые Силы               |
| ? | Илья Ростовцев      | «Труд» (Ростов-на-Дону)        |
| ? | Искандербек Хамраев | Фергана                        |

Лёгкий вес (до 62 кг)
|   | Рафаил Насибулов    | «Динамо» (Саранск)         |
|   | Сергей Авдеев       | «Спартак» (Хабаровск)      |
|   | Михаил Черняховский | Вооружённые Силы (Житомир) |
| 4 | Александр Литвинов  | Вооружённые Силы (Киров)   |
| 5 | Нельсон Давидян     | «Динамо» (Киев)            |
| 6 | Г. Мачарашвили      | «Колмеурне» (Махарадзе)    |

1-й полусредний вес (до 68 кг)
|   | Геннадий Ермилов | Вооружённые Силы (Запорожье)   |
|   | Манвел Апикян    | «Трудовые резервы» (Ленинакан) |
|   | Сергей Андреев   | «Динамо» (Симферополь)         |
| 4 | Иван Чечко       | «Буревестник» (Гродно)         |
| 5 | Михаил Прокудин  | «Спартак» (Минск)              |
| 6 | Сергей Кузякин   | «Зенит» Профсоюзы (Пермь)      |
| ? | Николай Батанов  | Ульяновск                      |

2-й полусредний вес (до 74 кг)
|   | Александр Кудрявцев | «Зенит» (Москва)              |
|   | Владимир Галкин     | «Динамо» (Киров)              |
|   | Александр Козовский | «Спартак» (Гомель)            |
| 4 | Н. Рябов            | «Трудовые резервы» (Мурманск) |
| 5 | В. Арсеньев         | Вооружённые Силы (Куйбышев)   |
| 6 | Андрей Мареев       | «Урожай» (Челябинск)          |

1-й средний вес (до 82 кг)
|   | Аслан Жанимов       | Вооружённые Силы (Ростов-на-Дону) |
|   | Геннадий Корбан     | Вооружённые Силы (Москва)         |
|   | Теймураз Апхазава   | «Динамо» (Кутаиси)                |
| 4 | Валерий Сухоплюев   | «Динамо» (Новосибирск)            |
| 5 | Абдулбасир Батталов | «Трудовые резервы» (Ульяновск)    |
| 6 | А. Котикян          | «Динамо» (Ереван)                 |
| ? | А. Баранов          | Ташкент                           |

2-й средний вес (до 90 кг)
|   | Игорь Каныгин     | «Динамо» (Витебск)          |
|   | Валерий Долгих    | «Динамо» (Киров)            |
|   | Валентин Чебруков | Вооружённые Силы (Куйбышев) |
| 4 | Х.-Б. Мулаев      | «Динамо» (Грозный)          |
| 5 | Сергей Минаев     | «Спартак» (Тамбов)          |
| 6 | В. Н. Суркин      | «Трудовые резервы» (Уфа)    |

Полутяжёлый вес (до 100 кг)
|   | Михаил Саладзе   | «Динамо» (Тбилиси)           |
|   | Айрапет Минасян  | «Динамо» (Ереван)            |
|   | Анатолий Санюк   | Вооружённые Силы (Минск)     |
| 4 | Николай Иньков   | Вооружённые Силы (Ульяновск) |
| 5 | Александр Жиляев | «Динамо» (Астрахань)         |
| 6 | В. Тымчук        | «Локомотив» (Ярославль)      |

Тяжёлый вес (свыше 100 кг)
|   | Евгений Артюхин      | Вооружённые Силы (Москва)  |
|   | Александр Гладков    | «Трудовые резервы» (Уфа)   |
|   | Автандил Майсурадзе  | Вооружённые Силы (Тбилиси) |
| 4 | С. Ивонин            | «Динамо» (Киров)           |
| 5 | Александр Залусский  | «Буревестник» (Минск)      |
| 6 | И. Брилевский        | Вооружённые Силы (Минск)   |
| ? | И. Карапетян         | Баку                       |
| ? | Александр Колчинский | Вооружённые Силы (Киев)    |